# Valentino Ronchi
Valentino Ronchi (Milano, 18 marzo 1976) è un poeta e scrittore italiano.

## Biografia
Dopo gli studi classici, una laurea in filosofia conseguita alla Statale di Milano, ha frequentato la Civica Scuola di Cinema Luchino Visconti.
Esordisce nella narrativa con alcuni racconti e, nel 2004, con Ottobre a Cremona vince l’ottava edizione del Premio Arturo Loria per la sezione inediti. Nello stesso anno pubblica una monografia su Emmanuel Lévinas con Cristina Canzi per i tipi di ExCogita.
Nel 2005 si avvicina alla poesia, curando prima alcune poesie per la casa editrice Coen Tanugi e poi nel 2006 con Canzoni di bella vita per Lampi di Stampa, con cui vince il Premio Il Ceppo Opera Prima Pistoia, il Premio Baghetta e Poesia giovane Fiume Veneto a cui segue, nel 2012, Anna e Mélanie (Lampi di stampa) vincitore del Premio Carducci e Premio Contini Bonacossi. Per Lampi di stampa, inoltre, ha diretto la collana di poesia Festival.
Nel 2012 per De Agostini cura La ricerca dell’eccellenza. 130 anni del talento e dell’ingegno italiano con interviste ai più noti designer italiani per l’anniversario delle Rubinetterie Stella. 
Del 2013 è il suo primo romanzo, Vecchi libri per epoca incerta (Foschi editore, Premio Città di Forlì per romanzo inedito) a cui segue, nel 2014, Avevo litigato con uno svizzero (Italic).
Nel 2016 approda a Nottetempo con L’epoca d’oro del cineromanzo. Poesie, 2005-2015 (Premio Antonio Fogazzaro 2016 - Sezione Poesia edita; Premio di Poesia Mauro Maconi 2016 - Sezione Giovani). L’anno seguente pubblica, sempre per Nottetempo, Primo e parziale resoconto di una storia d’amore, con nota di lettura di Gilberto Sacerdoti, “una sorta di educazione sentimentale strutturata come un diario che snocciola luoghi” (Premio Letterario Città di Fermo, finalista Premio Frascati Antonio Seccareccia).
Nel 2019 passa a Fazi Editore, con la pubblicazione della raccolta poetica Buongiorno ragazzi (Premio Luciana Notari, vincitore - ex aequo con Veruska Vertuani – della Gara poetica per la migliore raccolta edita dell'Università Pontificia Salesiana, Premio Oreste Pelagatti Civitella del Tronto e, per l'occasione, viene realizzata una versione Braille del libro dal Centro regionale di Trascrizione Braille di Teramo), definito “quasi un romanzo in versi”. Dal numero 55 di Gradiva International Journal of italian Poetry (Olschki editore), uscito nel 2019, tiene regolarmente una rubrica su libri di poesia dimenticati del Novecento italiano, in collaborazione con Paolo Senna.
Nel 2021, sempre per la casa editrice romana, pubblica il romanzo Riviera (Premio Dante Arfelli Comune di Bertinoro)
, che gli vale il riconoscimento di “romanziere poeta”. Nello stesso anno per i tipi di Zacinto dà alle stampe un altro libro di poesie dal titolo Madame la vie e inizia a dirigere la collana di poesia "Quai de Boompjes" per l’editore Italic Pequod di Ancona.
Nel 2024 con la casa editrice FVE arriva in libreria Quasi niente, “un romanzo leggero nella forma e gravissimo nella sostanza” che ruota attorno alla figura di Vladimir Jankélévitch. Nello stesso anno torna alla poesia con il libro Ma tu l'hai letto “Il giovane Holden”? (Premio nazionale letterario Pisa 2024) edito da Graphe.it edizioni.
Con lo pseudonimo Massimiliano Varnai ha curato la rubrica A pesca nel MareMagnum per la piattaforma Maremagnum. Sempre con tale pseudonimo ha pubblicato Il catalogo è questo. Guida ragionata alle opere prime di poesia uscite negli anni Settanta e Ottanta (Unicopli, 2016) e Dov'è finito il pellegrino? Storie e vicende di cento libri che non si trovano più in libreria (Pequod Edizioni 2019).
Dopo aver creato e gestito lo studio bibliografico Fiesta Libri a Melzo (Milano), specializzato in libri rari del Novecento, attualmente è libraio presso la Libreria Arcadia nell’omonimo cinema di Melzo.
È presente in varie antologie, anche scolastiche, e non solo italiane.

## Opere

### Narrativa
- Lavoro d’estate. Racconti, Scriba studio, Milano 2001.
- La scuola di Loria. Racconti, MUP, Parma 2004 – ISBN 8878470902
- Vecchi libri per quest’epoca incerta, Foschi, Forlì 2013 – ISBN 9788866010388
- Avevo litigato con uno svizzero, Italic, Ancona 2014 – ISBN 9788898505562
- Riviera, Fazi, Roma 2021 – ISBN 9791259670229
- Quasi niente, FVE, Milano 2024 – ISBN 9791280690166

### Poesia
- Canzoni di bella vita, Lampi di stampa, Milano 2006 (nuova edizione accresciuta e corretta, 2008)
- Anna e Mélanie, Lampi di stampa, Cologno Monzese 2012 – ISBN 9788848813914
- L’epoca d’oro del cineromanzo. Poesie, 2005-2015, Nottetempo, Roma 2016 – ISBN 9788874526079
- Primo e parziale resoconto di una storia d’amore, Nottetempo, Milano 2017 – ISBN 9788874526857
- Buongiorno ragazzi, Fazi, Roma 2019 – ISBN 9788893255233
- Madame la vie, Zacinto, Milano 2021 – ISBN 9788831323178
- Ma tu l'hai letto "Il giovane Holden”?, Graphe.it, Perugia 2024 - ISBN 9788893722308

### Saggistica
- Genealogia di «Totalità e infinito». Note per una lettura del testo più famoso di Emmanuel Lévinas, ExCogita, Milano 2004. Con Cristiana Canzi – ISBN 888776283X

#### Con lo pseudonimo Massimiliano Varnai
- Il catalogo è questo. Guida ragionata alle opere prime di poesia uscite negli anni Settanta e Ottanta, Unicopli, Milano 2016 - ISBN 9788840018676
- Dov'è finito il pellegrino? Storie e vicende di cento libri che non si trovano più in libreria, Italic Pequod, Ancona 2019 – ISBN 9788860681447

### Curatele e prefazioni
- La riqualificazione urbana e altre poesie, a cura di Valentino Ronchi, Coen Tanugi, Vimodrone (Milano) 2005
- La riqualificazione urbana. Nuove poesie, a cura di Chiara Terenghi e Valentino Ronchi, Coen Tanugi, Gorgonzola (Mi) 2006 – ISBN 8890254467
- La ricerca dell’eccellenza. 130 anni del talento e dell’ingegno italiano, a cura di Valentino Ronchi, De Agostini, Novara 2012 – ISBN 9788851116897
- Carolina Canziani, Matilde, prefazione di Valentino Ronchi, Pequod, Ancora 2022 – ISBN 9788860682376

## Premi e riconoscimenti
- 2003: Premio Aldo Spallicci.
- 2004: Arturo Loria per prosa inedita; Premio Montale per l’inedito.
- 2005: Premio letterario Castelfiorentino per l’inedito.
- 2006: Premio Il Ceppo Opera Prima e Premio Fiume Veneto Poesia Giovane per Canzoni di bella vita.
- 2007: Premio Baghetta per Canzoni di bella vita.
- 2008: Premio Giuseppe Tirinnanzi; Premio Il Ceppo Pistoia.
- 2012: Premio Laurentum per la poesia inedita[24].
- 2013: Premio Carducci under 40 e Premio Contini Bonacossi per Anna e Mélanie; Premio Città di Forlì per romanzo inedito per Vecchi libri per epoca incerta.
- 2016: Premio Antonio Fogazzaro 2016 - Sezione Poesia edita e Premio di Poesia Mauro Maconi 2016 - Sezione Giovani per L’epoca d’oro del cineromanzo. Poesie, 2005-2015.
- 2017: Premio Letterario Città di Fermo per Primo e parziale resoconto di una storia d’amore.
- 2020: Premio Luciana Notari per Buongiorno ragazzi.
- 2023: Certamen poetico dell’Università pontificia Salesiana per Buongiorno ragazzi.
- 2024: Premio Oreste Pelagatti Civitella del Tronto per Buongiorno ragazzi; Premio Dante Arfelli Comune di Bertinoro per Riviera; Premio nazionale letterario Pisa per Ma tu l'hai letto “Il giovane Holden”?.